# The Big Black & The Blue
The Big Black & The Blue è l'album in studio di debutto del duo svedese First Aid Kit, pubblicato il 25 gennaio 2010 e distribuito da Wichita.
Metacritic gli assegna un voto di 70/100 basato su 10 recensioni.
| Recensione       | Giudizio |
| ---------------- | -------- |
| AllMusic         | [ 1 ]    |
| Clash            | [ 3 ]    |
| musicOMH         | [ 4 ]    |
| Drowned in Sound | [ 5 ]    |
| The Guardian     | [ 6 ]    |
| NME              | [ 7 ]    |

## Tracce
1. In the Morning – 2:36
2. Hard Believer – 3:40
3. Sailor Song – 3:40
4. Waltz for Richard – 2:49
5. Heavy Storm – 3:21
6. Ghost Town – 4:47
7. Josefin – 3:31
8. A Window Opens – 4:21
9. Winter is All Over You – 3:39
10. I Met Up with the King – 2:49
11. Wills of the River – 4:19

Durata totale: 39:32
Traccia bonus nell'edizione britannica
1. All My Trials – 3:34

Traccia bonus nell'edizione britannica su iTunes
1. I'm Building Myself a Boat – 3:22

## Classifiche

### Classifiche settimanali
| Classifica (2010) | Posizione massima |
| ----------------- | ----------------- |
| Svezia            | 30                |

## Formazione
- Klara e Johanna Söderberg - voci, produzioni, missaggio (tracce 1, 3-12), design & artwork
- Charlie Smoliansky - batterie (tracce 1, 3, 5, 8, 10)
- Benkt Söderberg - missaggio (tracce 1, 3-12)
- Johan Gustavsson - missaggio (traccia 2)
- Erik Broheden - masterizzazione (tracce 1-11)
- Henrik Jonsson - masterizzazione (traccia 12)